# Mandane
Mandane (fl. VI secolo a.C.) era la figlia del re medio Astiage.
Ella fu data in moglie all'achemenide Cambise, re dei Persiani, per neutralizzare la potenza persiana. Tale matrimonio era legato anche al fatto che il padre di questa, dopo aver avuto un cattivo presagio circa la figlia, aveva scelto di maritarla non a uno dei Medi, ma a un uomo di condizione inferiore. Ella fu la madre del grande re dei Persiani Ciro II, che Astiage avrebbe poi tentato di uccidere in quanto informato da una visione che suo nipote gli avrebbe usurpato il trono. Astiage affidò questo incarico al fidato Arpago, questi non volle incaricarsene e lo delegò con l'inganno al bovaro Mitradate, che, informato dell'identità del neonato, si rifiutò di ucciderlo, portandolo prima a casa propria e sostituendolo con il figlio morto partorito poco prima da sua moglie. Ciò fatto, Arpago mandò delle guardie affinché verificassero l'infanticidio fosse stato portato a termine, mentre Ciro fu allevato da Metradate.